# Округ Сан Хуан (Вашингтон)
Округ Сан Хуан (енгл. San Juan County) је округ у америчкој савезној држави Вашингтон.

## Демографија
По попису из 2010. године број становника је 15.769, што је 1.692 (12,0%) становника више него 2000. године.
| Група             | 2000.          | 2010.          |
| Белци             | 13.187 (93,7%) | 14.228 (90,2%) |
| Афроамериканци    | 36 (0,3%)      | 54 (0,3%)      |
| Азијати           | 125 (0,9%)     | 181 (1,1%)     |
| Хиспаноамериканци | 338 (2,4%)     | 857 (5,4%)     |
| Укупно            | 14.077         | 15.769         |